# Néstor Federico Hernández
Néstor Hernández (Caracas, Venezuela, 8 de junio de 1832 - ibídem, 17 de abril de 1909), fue un pintor y dibujante del siglo XIX discípulo de Antonio José Carranza. Estuvo presente en la vida militar venezolana y fue ganador de diferentes premios a nivel nacional.

## Vida y Obra
Fue un pintor y dibujante, hijo de Raimundo Hernández y Francisca Arrechedera. Néstor, fue discípulo de Antonio José Carranza en la Academia de Dibujo. Sin embargo, en 1849 abandona sus estudios artísticos por prohibición de su padre, e inicia la carrera militar, la cual continúa hasta el año 1863. Dicho año, decide retomar su actividad plástica
Siendo alumno de Martín Tovar y Tovar, adquiere su mejor y más completo conocimiento del dibujo y el modelado, valiéndole en lo adelante el poder ensayar que reconocen la superior eficacia de aquella acertada enseñanza.
En el año 1872 asistió a la Primera exposición anual de Bellas Artes venezolanas, organizada por el inglés James Mudie Spence en el café del Ávila (Caracas), con ocho acuarelas, entre ellas, Grupo de flores de Caracas, la cual fue elogiada por la prensa en La Opinión Nacional, el 29 de julio de 1872. Para el año 1878, el 28 de octubre, participó en el Segundo Certamen Nacional, celebrando un homenaje a Simón Bolívar y al cual concurrieron varios sectores de la vida local. 
La obra de ese año, se realizó en el salón del Senado con poquísimas obras. En dicho certamen, el primero en su género que incluía pinturas, obtuvo el primer premio por su obra Despedida de una recluta. Este galardón fue compartido con Manuel Cruz, y el jurado que lo concedió estuvo compuesto por Manuel De Las Casas, José Antonio Salas y Antonio Malaussena.
En 1833, Hernández participó en la "Exposición Nacional de Venezuela", durante las celebraciones del centenario del natalicio de Simón Bolívar, con Fachada de la casa natal del Libertador, en la cual, según Ramón de la Plaza, estaban "bien estudiadas las reglas de la perspectiva lineal, y el cielo que sirve de fondo es de un efecto muy agradable". Se encargó de las decoraciones de la Iglesia de Nuestra Señora de La Pastora, junto con Pedro Jáuregui; para el año 1889 la obra estaba concluida.
Asimismo, se le encargó la limpieza de todos los cuadros de La Catedral de Caracas durante las reformas del Arzobispo José Antonio Ponte. Según Manuel Landaeta Rosales, Néstor Hernández fue "paisajista y decorador notable". 
En la exposición del Paisaje Venezolano, celebrada en el MBA de 1942, se expusieron dos obras suyas, Cementerio de los Hijos de Dios y Quebrada de Catuche.

## Premios
- 1878 Primer premio de Bellas Artes (Compartido con Manuel Cruz), Segundo Certamen Nacional, Caracas.